# Alphonse Pelayo
Alphonse Pelayo était un mineur et dirigeant politique et syndical du XXe siècle, en Espagne puis en France, qui fut un des responsables de l'aide matérielle internationale des brigades internationales à l'Espagne républicaine pendant la guerre d'Espagne.

## Biographie
Né le 28 juin 1889 à Grado, dans les Asturies, en Espagne, puis militant de la section syndicale des mineurs de cette région, Alphonse Pelayo y a exercé la profession de terrassier.
Rallié avec son groupe socialiste à la IIIe Internationale après la Première guerre mondiale, il perdit son travail dans les mines, puis fut réintégré après un an, puis à nouveau licencié en 1921 après la scission de son syndicat. Il vient alors travailler en France dans les mines de charbon du Nord à Anzin et adhère au PC français, qui lui confie des "groupes de langues" réunissant les immigrés.
Après la grève générale de février 1923, il doit revenir en Espagne, où il devint marchand ambulant de livres, ce qui luivaut le soupçon de transporter de la littérature révolutionnaire.
Il repart en France où il est le 26 février 1933 emprisonné pour un mois puis libéré après les protestations d'un « Comité Miranda », qui réussit à empêcher son expulsion. Il s'occupe ensuite de l'aide matérielle internationale des brigades internationales à l'Espagne républicaine, notamment les transports routiers d’armes venues de Bordeaux, pendant la guerre d'Espagne, au sein de la 14e Brigade internationale.
Après la guerre d'Espagne, il est chargé d'aller chercher Maurice Thorez et sa femme le 4 octobre 1939 pour les faire passer à Bruxelles, en direction de Moscou, puis de ramener le numéro 2 du PCF Jacques Duclos de Bruxelles à Paris, en vue de la reparution du quotidien communiste L'Humanité le 18 ou le 19 mai 1940 et Jacques Duclos.
Il est mort le 3 novembre 1964 à Ivry-sur-Seine, dans le Val-de-Marne.